# Escuela de Economía y Gerencia de la Universidad Khazar
Desde su formación en 1991, La facultad de la Economía y Gerencia de la Universidad Khazar ha estado liderando la escuela de negocios en Azerbaiyán (programa MBA “maestría de administración de
negocios”). Es Pionera en la introducción y el desarrollo de un sistema de educación abierto occidental en Azerbaiyán, y su adaptación a necesidades regionales.
Desde 1997, el Doctor en Ciencias Técnicas, profesor Mahammad Nuriyev, desempeña el cargo de
Decano de La Facultad, especialista en el campo de gerencia. Los estudios y trabajos científicos se ejecutan por reconocidos profesores azerbaiyanos y extranjeros. Esta facultad tiene más de 50 miembros del personal docente quienes cubren un ancho rango de disciplinas en economía y gerencia. 
Toda la enseñanza es realizada en inglés.

## Programas Académicos
La Facultad de la Economía y Gerencia ofrece programas profesionales de grado y posgrado conducente a una Licenciatura (Bachelor) y luego les da la oportunidad de alcanzar el grado de Maestría (Master) y Doctorado en Filosofía (Ph.D)
Programa de grado estudiantil:
- Licenciatura en Administración de Empresas (BBA). Concentración en Finanzas
- Licenciatura en Administración de Empresas (BBA). Concentración en Contabilidad
- Licenciatura en Administración y Dirección de Empresas (BBA)
- Licenciatura en Administración de Empresas. Dirección General
- Licenciatura en Administración de Empresas (BBA). Concentración en Negocios Internacionales
- Licenciatura en Administración de Empresas (BBA). Concentración en Mercadeo
- Licenciatura en Ciencias Económicas (BS)
- Licenciatura en Ciencias Económicas en Negocios Internacionales.

Programa de Post-grado:
- Maestría en Administración de Empresas (MBA)
- Doctorado de Ciencias Económicas en Negocios Internacionales (MS)

La facultad en colaboración con IPAG (instituto de Preparación a l’Administration et a la Gestión,
Francia) se encarga de preparar a los futuros Maestros especializados en «la Dirección de Fuentes
Energeticas y Desarrollo Sostenible», con el derecho de obtener Diplomas en ambas Instituciones
Universitarias.

## Enseñanza por medio electrónico (E-learning)
Desde el año 2009 la Facultad de Economía y Gerencia está dotada de los medios electrónicos
especializados, que le permite impartir asignaturas y entrenamientos docentes mediante el uso del
Programa electrónico (E-learning).

## Biblioteca
El fondo de la Biblioteca cuenta con más de 5000 libros en inglés. Periódicamente se efectúa la
suscripción a las nuevas ediciones de revistas, catálogos, y periódicos referentes al desarrollo de la
Economía y Mercado Internacional. La Biblioteca brinda el acceso al catálogo electrónico (OPAC), al
archivo institucional (KUIR) y las bases de datos (EBSCO, JSTOR etc.)

## Calidad de la Educación
En los años 2008 y 2009 la facultad de Economía y Gerencia fue premiada con dos Palmas por El Comité Científico Internacional como demostración y reconocimiento de alto nivel de educación.

## Cooperación Internacional
Desde su fundación, uno de los objetivos principales incluidos en los planes de trabajo de la Facultad han sido la Cooperación Internacional con otras Instituciones de Enseñanzas Superior.
Entre los principales colaboradores extranjeros podemos mencionar: Georgia State University (EUA),
Robinson College of Business (EUA), Southern Connecticut State University (EUA), University of
California at Los Angeles (UCLA, EUA), The Nottingham Trent University (Gran Bretaña), İnstitute
Superieur de Commerce İnternational de Dunkerque (İSCİD, Francia), İnstitut de Preparation a
l’Administration et a la Gestión (İPAG, Francia), BI Norwegian School of Gerencia (Noruega),
Stockholm School of Economics in Riga (Letonia), Malaysian Institute of Economic Research (Malasia), Caucasus Business School (Tbilisi, Georgia).

## Graduados
Los alumnos graduados de La Facultad de Economía y Gerencia son solicitados en el mercado laboral y
trabajan con éxito en las compañías principales internacionales tales como British Petroleum, Halliburton, Baker Hughes, Baker Tilly, Ernst and Young, Pricewaterhouse Coopers, Deloitte, the World Bank, Intertek, y también en las grandes entidades estatales financieras como El Banco Central de la República de Azerbaiyán, el Banco Internacional, Unibank, Bank of Baku.

## Proyectos
Desarrollar los programas de MBA y elaborar nuevas estrategias a seguir para incrementar el potencial intelectual de los profesores en la Universidad de Khazar (1991 – 2001), conjuntamente con Georgia State University and Robinson Collage of Business (EUA). El proyecto preveía el desarrollo del primer programa de MBA en Azerbaiyán, efectuar entrenamiento e intercambio entre los profesores. También estaba previsto elevar el potencial administrativo de la 
Facultad.
Apollar el crecimiento económico en el periodo de transición. Desarrollo de los programas de Bachiller, relacionados con vínculos de negocios en Azerbaiyán, periodo 2002 – 2005, conjuntamente con Southerm Connecticut State University Business School.
Como resultado de esta colaboración, fueron reorganizados todos los programas de bachiller en
Administración de Empresas, se han ejecutado intercambio de profesores y entrenamientos para elevar su calificación.
La Dirección Corporativa en Azerbaiyán (2005 – 2008). El proyecto de investigación, financiado por
Sasakawa Peace Foundation y llevado a efecto por el Instituto de Investigaciones económicas de Malasia.
En el marco del proyecto fueron elaboradas proposiciones y recomendaciones concretas para el
perfeccionamiento de la Dirección Corporativa, siendo esta presentadas a los Órganos de Gobierno de
Azerbaiyán.
Desarrollo del pronóstico macroeconómico en Azerbaiyán (2005 – 2008). El proyecto de Investigación,
realizado conjuntamente con el Instituto de Investigaciones Económicas de Malasia y con Instituto
Coreano de Desarrollo, se elaboraron modelos de desarrollo macroeconómicos a corto y mediano plazo
para investigar los niveles de demandas de la población así como su potencial productivo.